# 충주 철조여래좌상
충주 철조여래좌상(忠州 鐵造如來坐像)은 충청북도 충주시 대원사에 있는 고려시대의 불상이다. 대한민국의 보물 제98호로 지정되었다.
가장 추상화된 양식을 띤 철불이며 사찰고기(寺刹古記)에 의하면 고려 인종 23년(1145년)에 만든 것으로 되어 있다. 높이 1미터의 중형 불상이며 눈이 길고 깊고 넓게 곡선을 그으며 퍼졌고 이례적으로 입은 일본 불상에서 보이는 八형이어서 주목된다. 체구도 경직된 모습인데 좌우대칭으로 도식화된 의문(衣紋)이 둘러 있어 전체적으로 본 불상의 인상이 성화(聖化)된 모습이라기보다 악인 악마를 습복한 것 같은, 신비스럽고도 절대적인 존재로 느껴진다. 이는 고려 초에 유행한 밀교의 정신과도 통하며 고려 불교의 성격을 반영한 것이기도 하다.

## 개요
높이 0.98m의 철로 만든 불상으로 단호사 철불좌상(보물 제512호)과 같은 양식이며 더욱 엄격미가 강조된 점이 특징이다.
머리에는 날카롭고 뾰족한 소라 모양의 머리칼을 붙여 놓았으며 정수리에는 상투 모양의 머리(육계)가 있다. 삼각형에 가까운 얼굴, 길고 넓은 눈, 꽉 다문 입가로 내려오는 팔자형(八字形)의 주름 등에서 근엄한 인상을 보여주고 있다. 당당한 상체와 무릎을 넓게하고 앉은 자세 등 몸의 균형이 비교적 잘 잡혔지만, 팽팽하면서도 과장된 표현을 하고 있다. 양 어깨에 걸쳐 입은 옷은 좌우대칭을 지키면서 기하학적 옷주름선을 규칙적으로 표현하였으며 엄격성을 강조하고 있다.
통일신라 후기부터 고려 초기에 걸쳐 유행하던 철로 만들어진 불상 가운데 하나로 도식화된 표현으로 볼 때 고려 초기에 만들어진 것으로 보인다.

## 갤러리

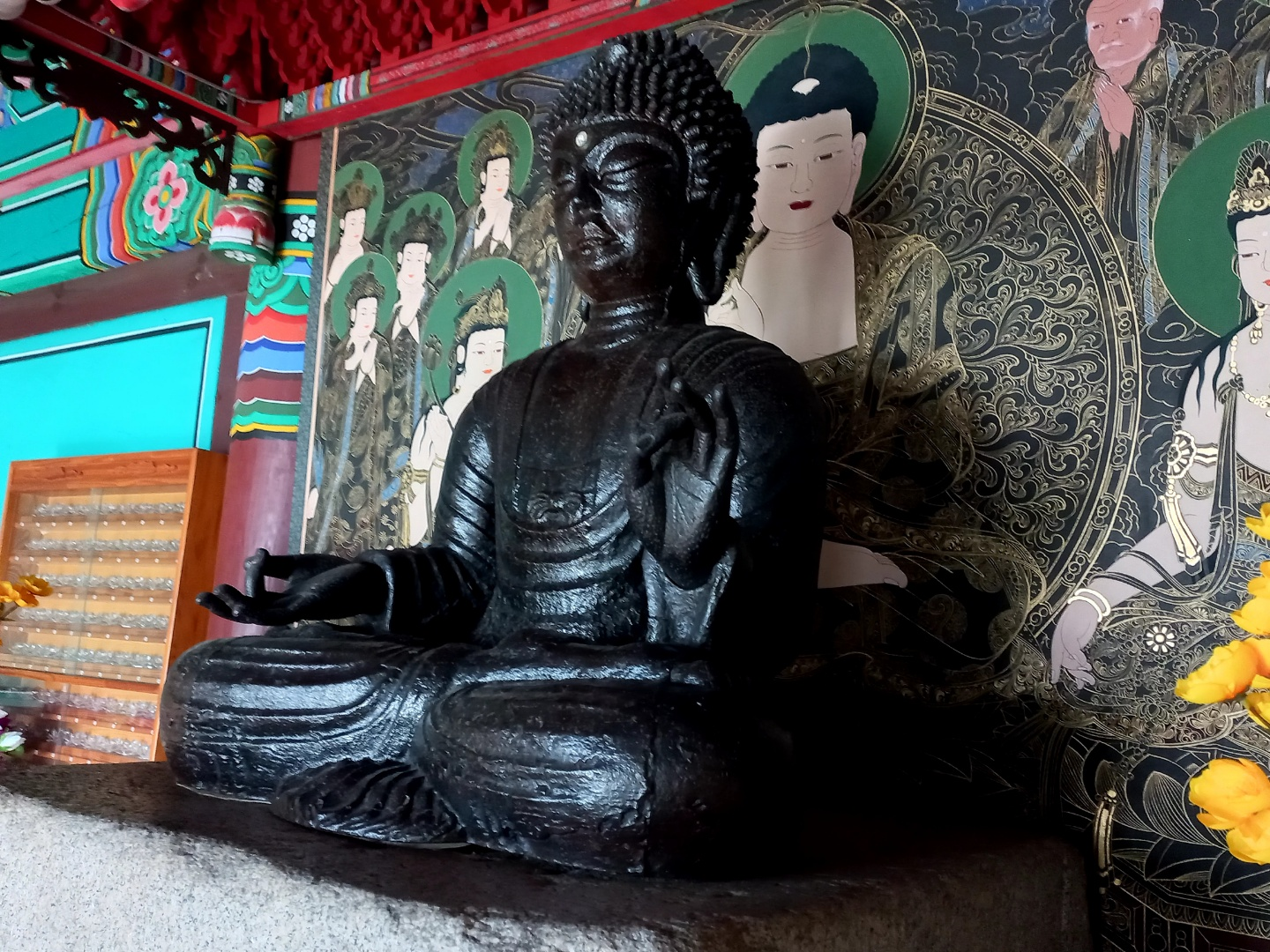
좌측면
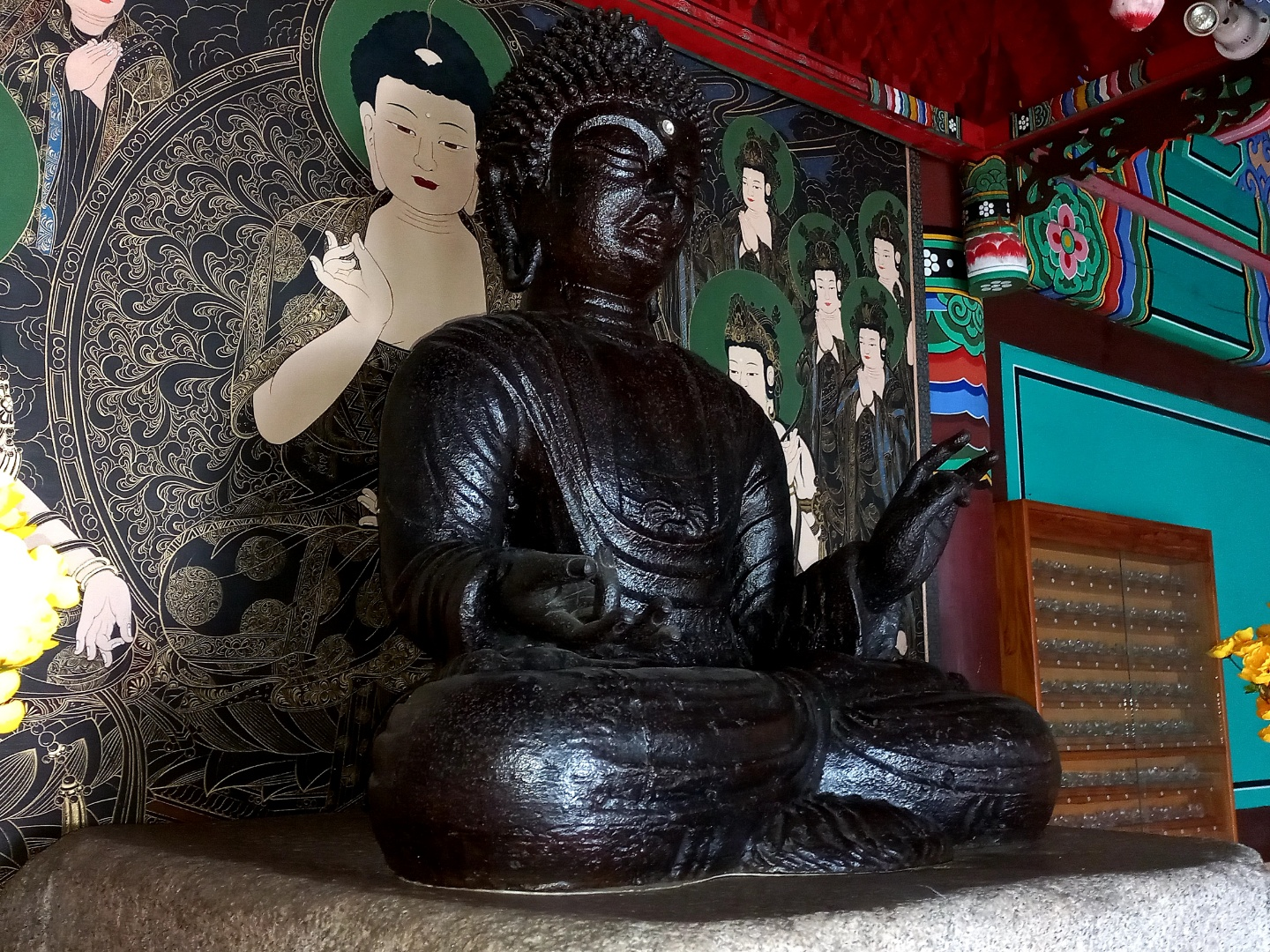
우측면
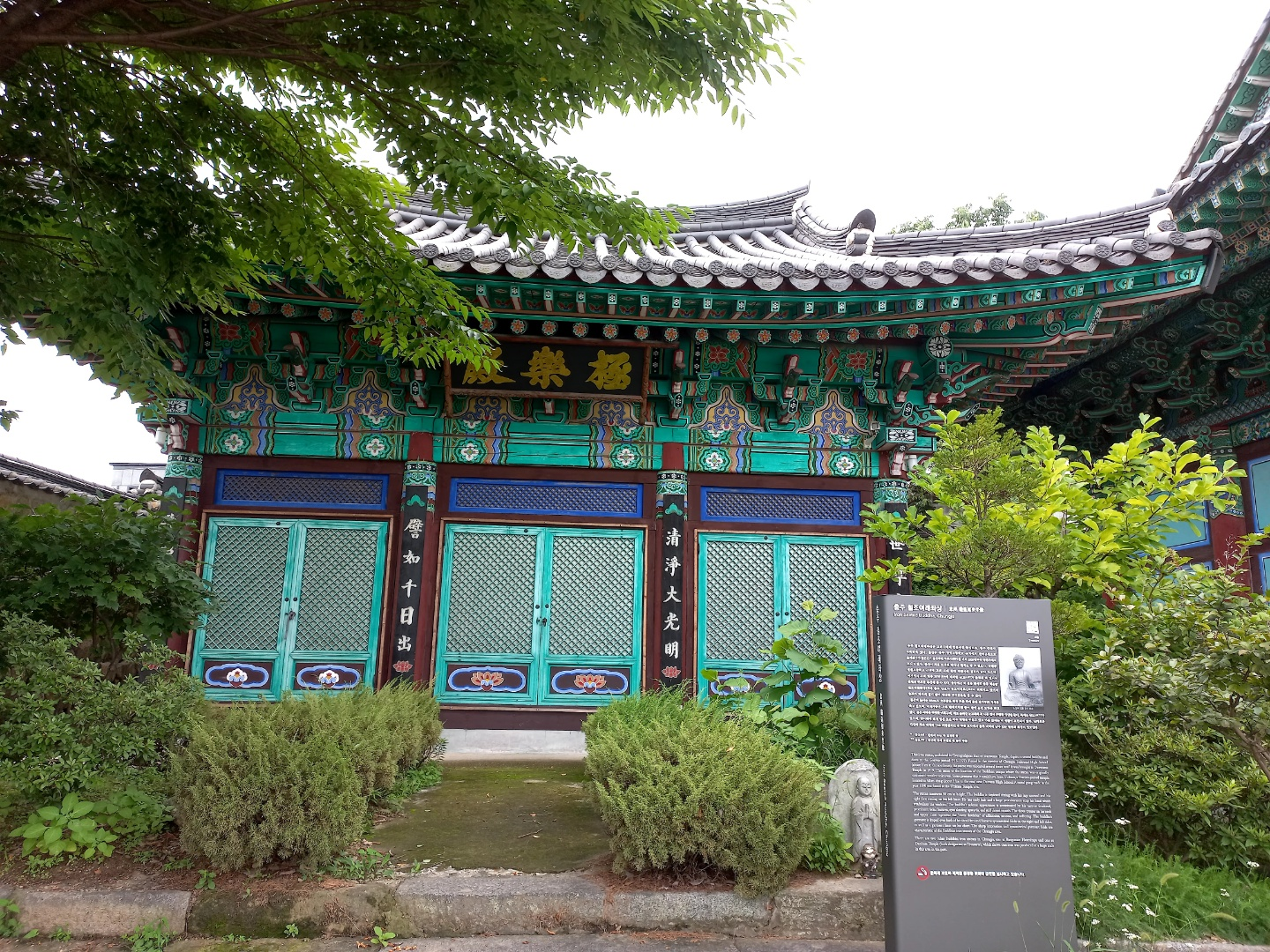
여래좌상이 봉안되어 있는 극락전. 좌상 설명안내판이 보인다.

## 같이 보기
- 대원사